# Taylor Gunman
Taylor Gunman (14 de marzo de 1991) es un ciclista neozelandés.

## Palmarés
2013
- 1 etapa del Tour de Southland

2014
- Campeonato de Nueva Zelanda Contrarreloj

2015
- New Zealand Cycle Classic
- Campeonato Oceánico en Ruta  [1]
- UCI Oceania Tour